# 常見問題集
FAQ（英語：Frequently Asked Question）、Q&A（英語：Questions and Answers），中文译为“常见问题与解答”或「常見問答集」，直译为“常被问到的问题”。这个术语在与电脑和网络有关的内容中经常见到。
常見問答集（也稱問答集、問答集錦等）的產生与製作，多半是在長期或大量接獲特定的疑问、詢問或疑难问题並加以回覆後，從中加以歸納整理成。以最常被詢問的問題配以回覆答案，以「一問與一答」组成一項，并將多項集結成册，形成一套常見問答集。
常見問答集的好處在於減少重複性的人工回覆、人工解答作業，在詢問、提问前或后可能會被提醒先閱讀或參考常見問答集，因为在問答集中可能就已經有發問者所需要的答案。常見問答集經常運用在政府機構或企業的相關服務上，在網路上的討論區、網路論壇也經常有類似的整理集結作法，作法相近但形式可能有所区别，比如论坛的「精華區」。
不過，也有部分常見問答集並非实际经過往問答整理而成，而是以事先推想、猜測他人可能會問到的問題，然后自行撰寫出一套一問一答的問答集，此種作法也並非一定是偷懶、取巧，有時企業在推出新商品、新服務時，雖然還未有他人發出某项詢問，但企業也大致能猜測出他人可能會有该疑問，為能事先減少發問與後續的人工回覆和用户体验，所以採預先設想的方式來撰寫。
除此之外，類似的還有演講或課程之後的問答時間、發問時間，這段時間的對話現在也經常被轉化成完整的文字，同樣以一問一答的形式編寫，此種課後、講後的問答記錄，也已經與常見問答集有些相似，有時常見問答集的歸納整理也取材於此。